# Juli Sergejewitsch Chudjakow

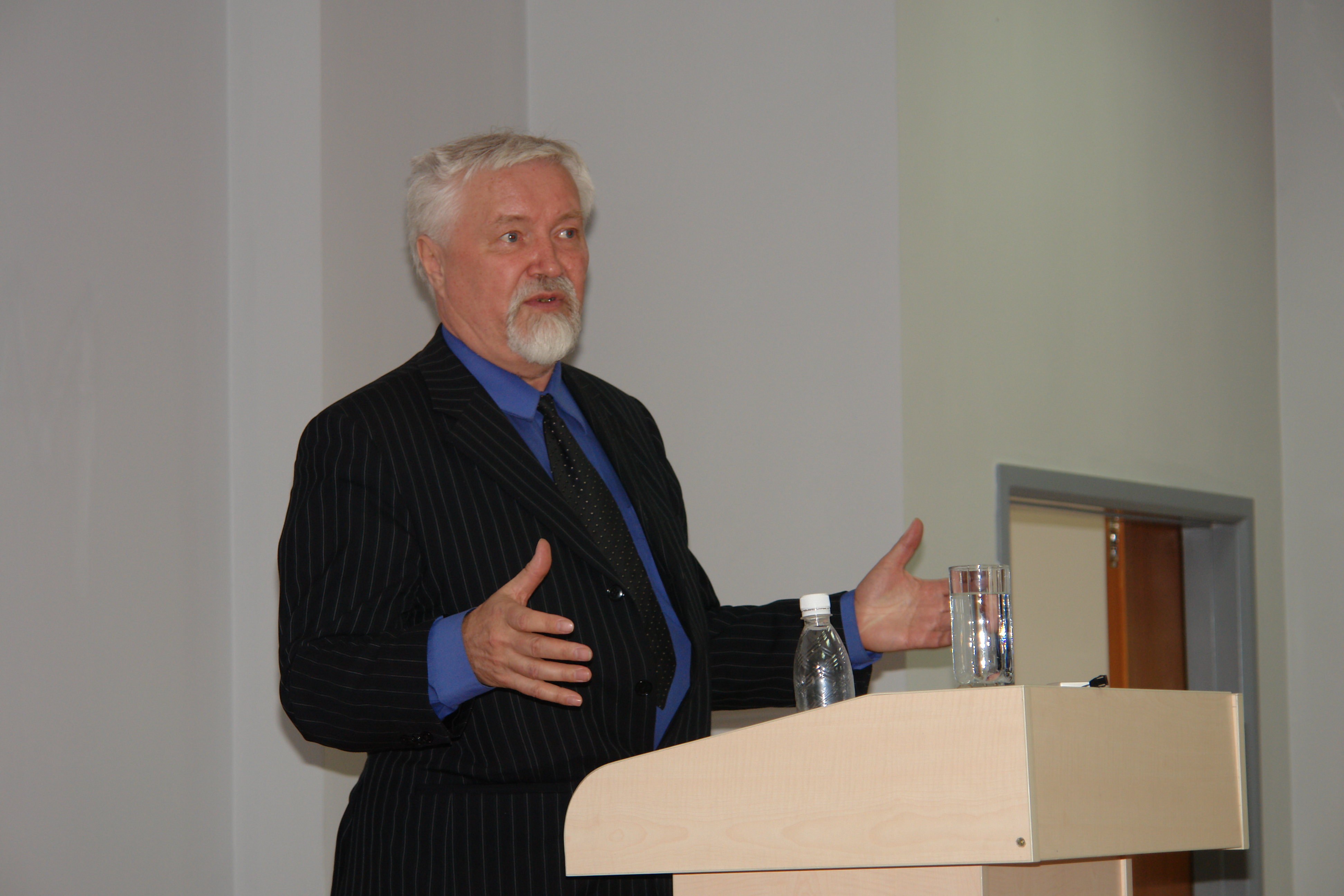
Juli Sergejewitsch Chudjakow (2008)

Juli Sergejewitsch Chudjakow (russisch Юлий Сергеевич Худяков; * 8. Dezember 1947 in der Ansiedlung Medweschka, Oblast Kemerowo; † 24. Dezember 2021 in Nowosibirsk) war ein sowjetisch-russischer Historiker und Hochschullehrer.

## Leben
Chudjakows Vater Sergei Alexejewitsch Chudjakow (1919–1984) war Geologe. Die Mutter Irmgardt Amalija Hecker war Künstlerin. Sie war 1916 in den USA geboren, wohin ihr Vater Julius Friedrich Hecker (1881–1938) nach Beteiligung an der Arbeiterbewegung 1903 emigriert war.
Chudjakow studierte an der Universität Nowosibirsk in der Geisteswissenschaftlichen Fakultät mit Abschluss 1974.
Nach der Aspirantur zunächst bei Alexei Okladnikow und dann bei Anatoli Derewjanko verteidigte Chudjakow 1977 mit Erfolg seine Dissertation über die Bewaffnung der Jenisseier Kirgisen im 6.–12. Jahrhundert für die Promotion zum Kandidaten der Historischen Wissenschaften.
Chudjakow war wissenschaftlicher Hauptmitarbeiter  des 1966 gegründeten Instituts für Archäologie und Ethnographie der Sibirischen Abteilung der Akademie der Wissenschaften der UdSSR (seit 1991 Russische Akademie der Wissenschaften) in Nowosibirsk. Daneben lehrte er an der Universität Nowosibirsk und leitete den Lehrstuhl für Archäologie und Ethnographie. Sein Forschungsschwerpunkt war die Kulturgeschichte der Nomaden Südsibiriens und Zentralasiens. Er führte archäologische Untersuchungen in Südsibirien, Kirgisistan und Tadschikistan durch. Er beteiligte sich an internationalen Expeditionen in die Mongolei, nach China, in die Altai-Sajan-Region und nach Zentralasien. Er  verteidigte 1987 erfolgreich seine Doktor-Dissertation über das Militärwesen der Nomaden Südsibiriens und Zentralasiens vom 2. Jahrhundert v. Chr. bis  zum 10. Jahrhundert n. Chr. für die Promotion zum Doktor der Historischen Wissenschaften.
Chudjakow starb am 24. Dezember 2021 in Nowosibirsk an den Folgen einer Coronainfektion.

## Ehrungen, Preise
- Danaker-Orden der Republik Kirgisistan (2002)
- Verdienter Wissenschaftler der Republik Kirgisistan (2004)[9]
- Manas-Orden III. Klasse der Republik Kirgisistan (2016)
- Ehrenprofessor der Kirgisischen Nationalen Basaguni-Universität
- Ehrenprofessor des Instituts für Orientalistik der Kirgisischen Staatlichen Arabajew-Universität
- Mitglied des International Institute for the Study of Nomadic Civilizations der UNESCO in Ulan-Bator
- Kirgisischer Altymischbajew-Preis und Tabaldijew-Preis